# Neuraminidase
Enzimas neuraminidase são glicosídeo hidrolases enzimas (CE 3.2.1.18) que clivam as ligações glicosídicas de ácido neuramínico. Enzimas neuraminidase são uma grande família, encontrados em uma variedade de organismos. A neuraminidase mais comumente conhecida é a neuraminidase viral, um alvo de drogas para a prevenção da infecção por influenza. As neuraminidases virais são freqüentemente usadas como determinantes antigênicos encontrados na superfície do vírus Influenza. Algumas variantes das neuraminidases de influenza conferem maior virulência para o vírus do que outras. Outros homólogos são encontrados em células de mamíferos que têm uma gama de funções. Pelo menos quatro homólogos da sialidase em mamíferos foram descritos no genoma humano (ver NEU1, NEU2, NEU3, NEU4).
Neuraminidases, também chamadas de sialidases, catalizam a hidrólise dos resíduos terminais de ácido sialílico dos virions recém-formados e dos receptores da célula hospedeira.

## Reação
Existem duas classes principais de neuraminidase que clivam ácidos polisiálicos exo ou endo:
- Hidrólise exo de ligações glicosídicas α-(2→3)-, α-(2→6)-, α-(2→8)- de resíduos terminais de ácido siálico.[2][3]
- Hidrólise endo de ligações (2→8)-α-sialosil em ácidos[4] oligo ou poli(sialicos) (ver EC 3.2.1.129 endo-α-sialidase.)